# Edoardo Isella
Edoardo Isella de Gómez Ventoza (* 19. Oktober 1980 in Tuxtla Gutiérrez, Chiapas) ist ein ehemaliger mexikanischer Fußballspieler auf der Position eines Verteidigers.

## Leben
Zu Beginn seiner Laufbahn als Fußballprofi spielte der Mexikaner Isella für den belizischen Verein Sagitún Independence und am Ende seiner aktiven Karriere war er für drei Vereine in Mexikos anderem südlichen Nachbarland Guatemala tätig; zuletzt für den Rekordmeister des Landes, CSD Municipal. In der Dekade dazwischen war er für verschiedene Vereine der ersten und zweiten mexikanischen Liga tätig, unter anderem auch die beiden großen Erzrivalen des mexikanischen Fußballs, Chivas und América. Während seiner Zeit bei Chivas kam er im Jahr 2000 auch zu seinem einzigen Länderspieleinsatz für die mexikanische Fußballnationalmannschaft.